# Воррен (Род-Айленд)
Воррен (англ. Warren) — місто (англ. town) в США, в окрузі Бристоль штату Род-Айленд. Населення — 11 147 осіб (2020).

## Демографія

### Перепис 2010
Згідно з переписом 2010 року, у місті мешкало 10 611 осіб у 4645 домогосподарствах у складі 2716 родин. Було 5149 помешкань
Расовий склад населення:
| - 96,0 % — білих - 1,2 % — чорних або афроамериканців - 0,6 % — азіатів - 0,3 % — корінних американців |

До двох чи більше рас належало 1,6 %. Частка іспаномовних становила 1,8 % від усіх жителів.
За віковим діапазоном населення розподілялося таким чином: 18,3 % — особи молодші 18 років, 63,8 % — особи у віці 18—64 років, 17,9 % — особи у віці 65 років та старші. Медіана віку мешканця становила 44,5 року. На 100 осіб жіночої статі у місті припадало 90,3 чоловіків; на 100 жінок у віці від 18 років та старших — 87,5 чоловіків також старших 18 років.
Середній дохід на одне домашнє господарство становив 75 170 доларів США (медіана — 55 689), а середній дохід на одну сім'ю — 97 953 долари (медіана — 77 278). Медіана доходів становила 52 601 долар для чоловіків та 44 914 долари для жінок. За межею бідності перебувало 10,8 % осіб, у тому числі 19,1 % дітей у віці до 18 років та 7,0 % осіб у віці 65 років та старших.
Цивільне працевлаштоване населення становило 5789 осіб. Основні галузі зайнятості: освіта, охорона здоров'я та соціальна допомога — 28,2 %, виробництво — 12,4 %, роздрібна торгівля — 11,3 %, мистецтво, розваги та відпочинок — 10,9 %.

### Перепис 2000
За даними перепису 2000 року
на території муніципалітету мешкало 11 360 людей, було 4 708 садиб та сімей.
Густота населення становила 713,2 осіб/км². З 4 708 садиб у 27,4 % проживали діти до 18 років, подружніх пар, що мешкали разом, було 47,3 %,
садиб, у яких господиня не мала чоловіка — 12,6 %, садиб без сім'ї — 36,4 %.
Власники 11,7 % садиб мали вік, що перевищував 65 років, а в 30,8 % садиб принаймні одна людина була старшою за 65 років. Кількість людей у середньому на садибу становила 2,36, а в середньому на родину 2,96.
Середній річний дохід на садибу становив 41 285 доларів США, а на родину — 52 824 доларів США. Чоловіки мали дохід 35 472 доларів, жінки — 27 023 доларів. Дохід на душу населення був 22 448 доларів. Приблизно 5,2 % родин та 7,3 % населення жили за межею бідності.
Медіанний вік населення становив 40 років. На кожних 100 жінок віком понад 18 років припадало 86 чоловіків.